# コスティ・ヨニッツァ
コスティ・ヨニッツァ（Costi Ioniţă、1978年1月14日 - ）は、ルーマニアの歌手、音楽プロデューサーであり、ルーマニアのマネーレを代表する人物のひとりである。

また、特定の芸名も持たず、ロックやダンス、オペラなど様々なジャンルの音楽に取り組み、単に「マネーレ歌手」にとどまらない存在となった。

## 来歴
- コンスタンツァに生まれ、ルーマニアの伝統音楽を土台として音楽キャリアを築き上げた。
- ポップ・ミュージックのバンド、Valahia のメンバーとしてその名を知られるようになり、多数のヒット作を生み出した。
- 1999年からバルカン半島の音楽のひとつであるマネーレへの取り組みを始め、2000年に「Of, Viaţa Mea」でマネーレ歌手・アドリアン・ミヌーネ（英語版）と共演した[1]。
- Valahia 解散後は、マネーレを中心としてソロで活動を続けた。この時期に多数の著名なマネーレ歌手との共演を重ねている[2]。
- こうして、コスティ・ヨニッツァは、このジャンルで世間に認められているミュージシャンはほとんどがロマである中、民族的にルーマニア人に属する数少ないひとりとなった。

- 2007年7月、「Party TV（ルーマニア語版）」という音楽チャンネルを設立し[3]、10月には更にマネーレ専門チャンネルの「Mynele TV」の開局許可も下りた[4]。

- 2008年以降、ポップ・ロックのガールズ・グループ、ブラクシー・ガールズ（英語版）のプロデューサーおよびソングライターを務めている[5]。
- ブルガリアの歌手、アンドレアとともに「Sahara」というユニットを結成。

- 2009年には、ユーロビジョン・ソング・コンテスト2009のルーマニア代表を選ぶ国内大会において、コスティ・ヨニッツァ作曲の3曲が決勝に進出した。この内の1曲はコスティ自身が歌い、1曲はブラクシー・ガールズが、1曲はIMBAというグループの曲であった[6]。

- 2000年代末、活動範囲をバルカン半島や中東にまで広げ、楽曲「Ca la Amsterdam」はトルコやサウジアラビアでも成功を収め、カフェ・デル・マール（英語版）の2010年のコンピレーションにも収録された[7]。またブルガリアでも当地の歌手と共演し多数のヒットを作り上げた[8]。
- ボブ・サンクラーやシャギー、マリオ・ワイナンズ（英語版）などをフィーチャーした曲を製作した。
- 2011年、セルビアの歌手、アナ・コキッチのシングル「Idemo Na Sve」にフィーチャーされた。
- 2014年、シャギーのシングル「Habibi (I Need Your Love)（英語版）」に、スウェーデンのコンゴ系歌手のモホンビ（英語版）、オーストラリアのレバノン系歌手のファディー（英語版）と一緒にフィーチャーされた。
- 2015年、エドワード・マヤのシングル「Universal Love」に、アンドレアと一緒にフィーチャーされた。
- 2016年、カナダのダンスホール・レゲエ歌手、クリーシャ（英語版）のシングル「Reggae Dancer」に、シャギーと一緒にフィーチャーされた。

## ディスコグラフィー

### アルバム
- Viata Mea（2000年）
- Nopți Și Zile（2001年）
- Dr. Costi（2001年）
- Juraminte Si Suspine（2002年）
- Pentru Suflet（2003年）
- R-Evolutia Mynele（2008年）

### コラボレーション・アルバム
- Fără Concurență（2000年）※アドリアン・ミヌーネ（英語版）との共作
- Autoconcurență（2000年）※アドリアン・ミヌーネとの共作
- La Marele Fix（2000年）※ヴァリ・ヴィイェリエ（英語版）との共作
- Voi, Români Din Lumea-ntreagă（2003年）※Liviu Guță との共作
- Garantat De Costi（2005年）※アドリアン・ミヌーネ、Liviu Guță、Minodora などをフィーチャリング
- Fac Diferenta（2006年）※フローリン・サラーム（英語版）との共作

### ベスト・アルバム
- Costi Ioniță（2001年）
- Best Of - Nopti Si Zile（2001年）

### シングル
- Good People（2017年）
- I Love You California（2017年）※Drei Ros、Nastasia Griffin との共作。
- Come Alive（2017年）※Alix をフィーチャー。

### フィーチャーされたシングル
- Idemo Na Sve（2011年）※アナ・コキッチ名義。
- Devojka Tvog Druga（2013年）※サンドラ・アフリカ（セルビア・クロアチア語版）名義。
- Dosadno（2014年）※ヴィキ・ミリコヴィッチ（英語版）名義。DJ Spaz と一緒にフィーチャーされた。
- I Need Your Love（2014年）※シャギー名義。モホンビ（英語版）、ファディー（英語版）と一緒にフィーチャーされた。
- Universal Love（2015年）※エドワード・マヤ名義。アンドレアと一緒にフィーチャーされた。
- Passion（2015年）※アンドレア＆オティリア名義。シャギーと一緒にフィーチャーされた。
- Reggae Dancer（2016年）※クリーシャ（英語版）名義。シャギーと一緒にフィーチャーされた。